# جيدوكا
جيدوكا هو مبدأ يطال الآلات في تنظيم العمل التويوتي واللين، الاسم مشتق من اليابانية (自働化). ويمكن أن تترجم بالذاتية الذكية أو الذاتية مع لمسة بشرية. لدى تويوتا يترجم هذا المبدأ بالتالي، عندما يطرأ عطل على الآلة تتوقف ذاتيًا بينما يطلق العامل الإنذار لإيقاف باقي خط الإنتاج، وذلك بهدف استدراك الأخطاء منذ ظهورها وعدم إرسالها قدمًا على خط الإنتاج فننتهي إلى إتتاج بضاعة فاسدة. من أهداف الجدوكا الأخرى تفادي الإنتاج المسرف وفهم الخلل الكامن وراء العطل لتصويبه وعدم تكراره لاحقًا. الجيدوكا هو نظام لتقويم النوعية يرتكز على الأسس الأربعة التالية:
- كشف الخلل
- إيقاف الآلة
- إصلاح الوضع
- التحقيق في أصل الخلل

## الهدف ومبدأ العمل
أسماه شيغييو شينغو الذاتية المسبقة. يفصل بين العمال والآلة من خلال منظومات ميكانيكية تكشف الأخطاء. حدد شيغييو شينغو اثنان وعشرون خطوةً ما بين العمل اليدوي التام وبين الذاتية المطلقة.